# Isabel Maria Teresa d'Àustria
Isabel Maria Teresa dels Sants d'Àustria (Madrid, 30 d'octubre de 1627-31 d'octubre de 1627) va ser una infanta d'Espanya, morta a les poques hores de néixer.
Va ser filla del rei Felip IV i de la seva primera muller, la reina Isabel de Borbó. La infanta va néixer al Reial Alcàsser de Madrid el 30 d'octubre de 1627, poc després de la mort seva germana Maria Eugènia. El seu naixement va ser prematur, com va passar amb altres dels seus germans. Va ser la quarta filla dels reis que naixia, tot i que abans, el 3 de novembre de 1626, la reina Isabel havia tingut un avortament involuntari.
Va rebre el baptisme d'urgència de la mà d'un prevere metge, però va morir a les 24 hores. L'endemà, les restes van ser conduïdes al Panteó d'Infants del monestir de San Lorenzo de El Escorial. La seva mort va causar una forta commoció a la família reial, a causa de la successió de morts de les infantes recent nascudes davant la manca d'un successor per al rei. Fins a 1629 la parella reial no tindria un fill, el príncep Baltasar Carles, que va sobreviure a la infantesa.